# Okręg wyborczy nr 18 do Senatu Rzeczypospolitej Polskiej
Okręg wyborczy nr 18 do Senatu Rzeczypospolitej Polskiej obejmuje obszar oraz powiatów chełmskiego, krasnostawskiego i włodawskiego oraz miasta na prawach powiatu Chełma (województwo lubelskie). Wybierany jest w nim 1 senator na zasadzie większości względnej.
Utworzony został w 2011 na podstawie Kodeksu wyborczego. Po raz pierwszy zorganizowano w nim wybory 9 października 2011. Wcześniej obszar okręgu nr 18 należał do okręgu nr 7.
Siedzibą okręgowej komisji wyborczej jest Chełm.

## Reprezentant okręgu
| Rok  | Rok  | Senator     | Komitet wyborczy           |
| ---- | ---- | ----------- | -------------------------- |
|      | 2011 | Józef Zając | Polskie Stronnictwo Ludowe |
| 2015 |      | Józef Zając | Polskie Stronnictwo Ludowe |
|      | 2019 | Józef Zając | Prawo i Sprawiedliwość     |
|      | 2023 | Józef Zając | KWW Józefa Zająca          |

## Wyniki wyborów
Symbolem „●” oznaczono senatorów ubiegających się o reelekcję.

### Wybory parlamentarne 2011
| Kandydat                                                                                     | Kandydat           | Komitet wyborczy             | Głosów | Głosów | Głosów |
| Kandydat                                                                                     | Kandydat           | Komitet wyborczy             | Liczba | %      | +/–    |
| -------------------------------------------------------------------------------------------- | ------------------ | ---------------------------- | ------ | ------ | ------ |
|                                                                                              | Józef Zając        | Polskie Stronnictwo Ludowe   | 26 415 | 31,30  | –      |
|                                                                                              | Krzysztof Grabczuk | Platforma Obywatelska RP     | 25 799 | 30,57  | –      |
|                                                                                              | Lucjan Cichosz ●   | Prawo i Sprawiedliwość       | 22 871 | 27,10  | –      |
|                                                                                              | Michał Gołoś       | Sojusz Lewicy Demokratycznej | 5838   | 6,92   | –      |
|                                                                                              | Łukasz Bartnik     | KWW Bartnika Łukasza         | 3480   | 4,12   | –      |
| Frekwencja: 46,27% Liczba głosów ważnych: 97 888 (97,78%) Źródło: Państwowa Komisja Wyborcza |                    |                              |        |        |        |

● Lucjan Cichosz reprezentował w Senacie VII kadencji (2007–2011) okręg nr 7.

### Wybory parlamentarne 2015
| Kandydat                                                                                     | Kandydat       | Komitet wyborczy             | Głosów | Głosów | Głosów |
| Kandydat                                                                                     | Kandydat       | Komitet wyborczy             | Liczba | %      | +/–    |
| -------------------------------------------------------------------------------------------- | -------------- | ---------------------------- | ------ | ------ | ------ |
|                                                                                              | Józef Zając ●  | Polskie Stronnictwo Ludowe   | 42 083 | 49,11  | +17,81 |
|                                                                                              | Henryk Cioch ● | Prawo i Sprawiedliwość       | 32 009 | 37,36  | +10,26 |
|                                                                                              | Rafał Stachura | KWW Rafał Stachura do Senatu | 11 591 | 13,53  | –      |
| Frekwencja: 43,03% Liczba głosów ważnych: 85 683 (96,77%) Źródło: Państwowa Komisja Wyborcza |                |                              |        |        |        |

● Henryk Cioch reprezentował w Senacie VIII kadencji (2011–2015) okręg nr 16.

### Wybory parlamentarne 2019
| Kandydat                                                                                      | Kandydat       | Komitet wyborczy                           | Głosów | Głosów | Głosów |
| Kandydat                                                                                      | Kandydat       | Komitet wyborczy                           | Liczba | %      | +/–    |
| --------------------------------------------------------------------------------------------- | -------------- | ------------------------------------------ | ------ | ------ | ------ |
|                                                                                               | Józef Zając ●  | Prawo i Sprawiedliwość                     | 61 416 | 60,72  | +23,36 |
|                                                                                               | Rafał Stachura | KKW Koalicja Obywatelska PO .N iPL Zieloni | 31 778 | 31,42  | –      |
|                                                                                               | Konrad Rękas   | KWW Przywrócić Prawo                       | 7958   | 7,87   | –      |
| Frekwencja: 52,25% Liczba głosów ważnych: 101 152 (97,99%) Źródło: Państwowa Komisja Wyborcza |                |                                            |        |        |        |

### Wybory parlamentarne 2023
| Kandydat                                                                                      | Kandydat             | Komitet wyborczy                     | Głosów | Głosów | Głosów |
| Kandydat                                                                                      | Kandydat             | Komitet wyborczy                     | Liczba | %      | +/–    |
| --------------------------------------------------------------------------------------------- | -------------------- | ------------------------------------ | ------ | ------ | ------ |
|                                                                                               | Józef Zając ●        | KWW Józefa Zająca                    | 50 763 | 44,09  | –      |
|                                                                                               | Kamila Grzywaczewska | Prawo i Sprawiedliwość               | 46 754 | 40,61  | –20,11 |
|                                                                                               | Jolanta Duda         | Konfederacja Wolność i Niepodległość | 17 623 | 15,31  | –      |
| Frekwencja: 65,42% Liczba głosów ważnych: 115 140 (96,49%) Źródło: Państwowa Komisja Wyborcza |                      |                                      |        |        |        |